# Sepantan Jaya
Sepantan Jaya is een bestuurslaag in het regentschap Muara Enim van de provincie Zuid-Sumatra, Indonesië. Sepantan Jaya telt 1426 inwoners (volkstelling 2010).